# 天卫三
天卫三（緹坦妮雅、Titania、发音为/tɨˈtɑːnjə/ /taɪˈteɪniə/）是天王星最大的衛星，也是太陽系內第八大的衛星。直徑為1,578公里（981英里）。1787年由威廉·赫歇爾發現，並以威廉·莎士比亚的《仲夏夜之夢》中的妖精王后緹坦妮雅命名。它的軌道位於天王星的內部磁層。
天卫三由大約等量的冰和岩石組成，可能分為岩石核心和冰冷的地幔，在核幔邊界處可能存在一層液態水。表面相對較暗，顏色略帶紅色，似乎是由于内部的水冻结、膨胀，撑裂了薄弱的外壳而形成的。表面覆满了火山灰。这表明曾发生过火山活动。那儿有长达数千公里的大峡谷，此外它的表面也被一种黑色物质重新覆盖过，可能是甲烷或水冰。天卫三覆蓋著無數直徑達326公里（203 英里）的撞擊坑，但隕石坑的數量並不如天卫四多，並表示天王星的五個衛星它可能經歷了早期的內源性表面重生事件，抹去較舊的、嚴重坑坑洼窪的表面。像天王星的所有主要衛星一樣，天卫三可能是由一個吸積盤形成的，該吸積盤在其形成後就圍繞著這顆行星。
從2001年到 2005 年進行的紅外光譜顯示，天卫三表面存在水冰和凍結的二氧化碳，這表明它可能具有表面壓力約為10納帕（10 -13巴）的稀薄二氧化碳。在天卫三掩星期間的測量將任何可能大氣的表面壓力上限設置為1-2 mP）（10-20 nbar）。
1986年1月，航海家2號僅對天王星系統進行了一次近距離研究。並拍攝了幾張天卫三的圖像，從而可以觀測其約40%的表面。

## 發現
天衛三緹坦妮雅是威廉·赫歇爾在1787年1月11日發現的，同一天也發現了奧伯龍；他後來又報告發現四顆衛星，結果是錯誤的。

## 命名和格調

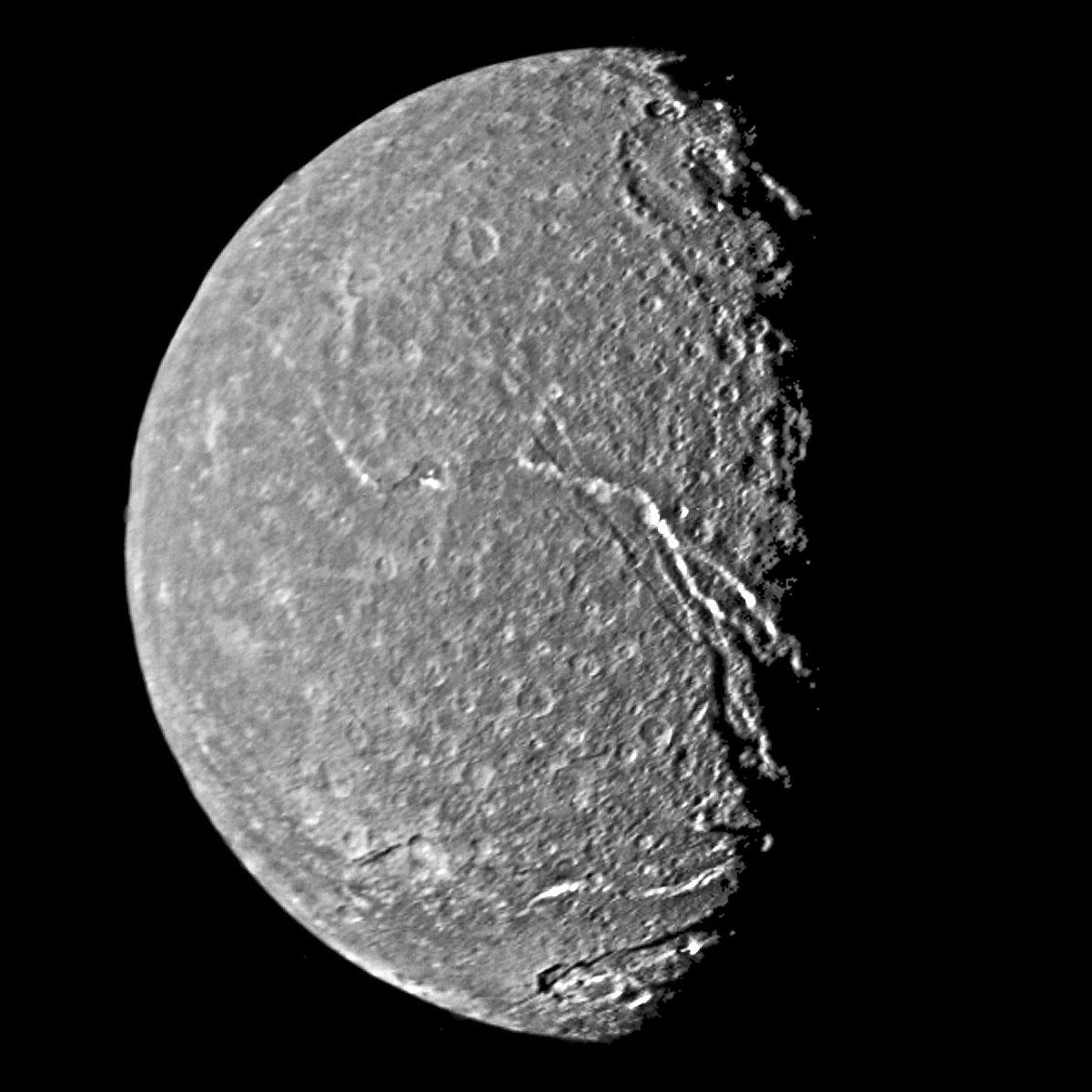
這張航海家2號的泰坦妮亞影像，顯示有大量的斷層。

天衛三緹坦妮雅和其他四顆衛星的名字是約翰·赫協爾在1852年應在當年稍早時發現艾瑞爾和烏伯瑞爾的威廉·拉塞爾要求而命名的。拉塞爾早在1847年就支持赫歇爾為已知的七顆土星衛星和依據赫協爾的命名計畫在1848年將新發現的第八顆衛星命名為哈佩力恩。
天王星所有的衛星都依據英國詩人莎士比亞或蒲伯劇作中的人名。天衛三緹坦妮雅的名稱來自《仲夏夜之夢》的緹坦妮雅，是小仙子們的皇后。
莎士比亞劇中角色的名稱读作/tɨˈtɑːnjə/，但是由于家喻戶曉的化學元素鈦，這顆衛星的名稱常常被读作/taɪˈteɪniə/。其與土衛六泰坦的形容詞同為Titanian，它也稱為天衛 III。

## 表面特徵
到目前為止，天衛三緹坦妮雅唯一清楚的一張相片是來自航海家2號太空船，是在1986年1月飛掠而過時拍攝的。當時這顆衛星是以南半球朝向太陽，因此觀測不到北半球。
雖然不清楚它內部的構造，有一種模型認為天衛三緹坦妮雅大致由50%的碎冰、30%的矽酸鹽岩石和20%和甲烷相關的有機化合物組成。表面主要的特徵是巨大的峽谷，像是地球上大峽谷的縮影，其規模與火星上的水手號峽谷，或是土星的衛星泰塞斯的伊薩卡峽谷一樣。

### 深谷
天衛三緹坦妮雅上的深谷，以莎士比亞作品中出現的地名命名。
| 名稱       | 坐標                            | 長度（公里） | 名字來源                                         |
| ---------- | ------------------------------- | ------------ | ------------------------------------------------ |
| 貝爾蒙深谷 | 8°30′S 32°36′E / 8.5°S 32.6°E   | 238          | 貝爾蒙泰卡拉布羅，義大利城市，出現於威尼斯商人。 |
| 墨西拿深谷 | 33°18′S 335°00′E / 33.3°S 335°E | 1,492        | 墨西拿，義大利城市，出現於無事生非。             |

### 斷崖
天衛三緹坦妮雅上的斷崖，以莎士比亞作品中出現的人物命名。
| 名稱       | 坐標                            | 長度（公里） | 名字來源                           |
| ---------- | ------------------------------- | ------------ | ---------------------------------- |
| 胡西雍斷崖 | 14°42′S 23°30′E / 14.7°S 23.5°E | 402          | 胡西雍，法國山城，出現於皆大歡喜。 |

### 撞击坑
天衛三緹坦妮雅上的撞击坑，以莎士比亚作品中出現的人物命名（注：以下中文人名均引自梁实秋译《莎士比亚全集》，2002年1月中国广播电视出版社出版）。
| 名稱             | 坐標                              | 直徑（公里） | 名字來源                                                       |
| ---------------- | --------------------------------- | ------------ | -------------------------------------------------------------- |
| 阿德利爱娜撞击坑 | 20°06′S 3°54′E / 20.1°S 3.9°E     | 50           | 阿德利爱娜，《錯中錯》人物，小安提福勒斯的妻子。               |
| 波娜撞击坑       | 55°48′S 351°12′E / 55.8°S 351.2°E | 51           | 波娜，《亨利六世(下)》中人物，法兰西王后之妹。                 |
| 卡婆尼亚撞击坑   | 42°24′S 291°24′E / 42.4°S 291.4°E | 100          | 卡婆尼亚·皮索尼斯，尤利烏斯·凱撒的妻子。                       |
| 爱莉诺撞击坑     | 44°48′S 333°36′E / 44.8°S 333.6°E | 74           | 阿基坦的爱莉诺，約翰王之母。                                   |
| 葛楚德撞击坑     | 15°48′S 287°06′E / 15.8°S 287.1°E | 326          | 葛楚德，丹麥王后；為哈姆雷特之母，《哈姆雷特》中人物。         |
| 伊慕贞撞击坑     | 23°48′S 321°12′E / 23.8°S 321.2°E | 28           | 伊慕贞，辛白林之女，《辛白林》中人物。                         |
| 艾拉斯撞击坑     | 19°12′S 338°48′E / 19.2°S 338.8°E | 33           | 艾拉斯，《安東尼與克丽奧佩托拉》中人物，克丽奧佩托拉的侍女。   |
| 杰西卡撞击坑     | 55°18′S 285°54′E / 55.3°S 285.9°E | 64           | 杰西卡，夏洛克的女兒，《威尼斯商人》中人物。                   |
| 喀萨琳撞击坑     | 51°12′S 331°54′E / 51.2°S 331.9°E | 75           | 喀萨琳，《亨利八世》人物，亨利王之妻。                         |
| 露赛特撞击坑     | 14°42′S 277°06′E / 14.7°S 277.1°E | 58           | 露赛特，《維洛那二紳士》中人物，朱丽亚之女仆。                 |
| 玛利娜撞击坑     | 15°30′S 316°00′E / 15.5°S 316°E   | 40           | 玛利娜，《泰爾親王佩利克爾斯》中人物，波里克利斯和载伊萨之女。 |
| 毛波萨撞击坑     | 11°54′S 302°12′E / 11.9°S 302.2°E | 101          | 毛波萨，《冬天的故事》中人物，牧羊女。                         |
| 芙赖尼亚撞击坑   | 24°18′S 309°12′E / 24.3°S 309.2°E | 35           | 芙赖尼亚，《雅典的泰門》中人物，阿西拜地斯的情妇。             |
| 尔修拉撞击坑     | 12°24′S 45°12′E / 12.4°S 45.2°E   | 135          | 尔修拉，《無事生非》中人物，希罗的侍女。                       |
| 瓦里利亚撞击坑   | 34°30′S 4°12′E / 34.5°S 4.2°E     | 59           | 瓦里利亚，《科利奧蘭納斯》中人物，维吉利亚之蜜闺。             |

## 掩星
天衛三緹坦妮雅在2001年9月8日掩蔽了一顆黯淡的星，這是測量它的直徑和星曆表，以及檢測是否存在著任何大氣層的好機會。數據顯示表面的壓力沒有超過0.03微帕，因此沒有大氣層，即使有也比冥王星和海衛一更稀薄  。

## 外部連結
- . NASA. 1999  [June 22, 2009]. （原始内容存档于June 13, 2009）.
- NASA archive of publicly released Titania images （页面存档备份，存于）
- Sicardy, Bruno; Widemann, Thomas. . Paris Observatory. 2001  [June 22, 2009]. （原始内容存档于March 7, 2013）.
- Widemann, Thomas. . Paris Observatory. 2009  [June 22, 2009]. （原始内容存档于June 4, 2011）.
- Titania page （页面存档备份，存于） (including labelled （页面存档备份，存于） maps （页面存档备份，存于） of Titania) at Views of the Solar System
- Titania nomenclature （页面存档备份，存于） from the USGS Planetary Nomenclature web site （页面存档备份，存于）